# 太田美恵
太田 美恵（おおた みえ、12月2日 - ）は、山形県出身の日本の女優。
ケイエムシネマ企画所属。
趣味は映画鑑賞、編み物。特技は笹切り（江戸前寿司）、卓球。
自分ではマイペースが長所であり短所でもあると思っている。

## 出演

### 映画
- スパイ・ゾルゲ(2003年) - 芸者 役
- 花
- 卒業（2003年） - 女子大生 役
- 下妻物語（2004年） - 主婦 役
- それでもボクはやってない（2007年） - 修習生 役
- 舞妓Haaaan!!!（2007年） - 芸者 役
- ヒーローショー（2010年） - 洋子（ギガピンク） 役
- マスカレード・ホテル（2019年） - 仁科理恵 役
- あなたの番です 劇場版（2021年12月10日公開） - 看護師 役
- 前科者（2022年）-　刑事　役

### テレビドラマ
- 相棒（2002年） - 鶴岡恵子 役
- 女子刑務所東3号棟5（TBS）
- ヤンキー母校に帰る（TBS）
- 捜査検事・近松茂道5（テレビ東京） - 今西めぐみ 役
- 駅弁刑事・神保徳之助（TBS） - 安西真弓 役
- 税務調査官・窓際太郎の事件簿14（TBS） - 受付嬢 役
- 母たることは地獄のごとく（日本テレビ）
- ナイトホスピタル〜病気は眠らない〜（2002年、読売テレビ）
- すいか 第7話（2003年、日本テレビ） - 銀行員 役
- 相棒（2007年） - 島加代子（若年期）
- トミカヒーロー レスキューファイアー 第13話（2009年、テレビ東京系） - ミエ 役
- 官僚たちの夏  (2009年、TBS) - 女性役
- 天装戦隊ゴセイジャー（2010年、テレビ朝日） - 文枝 役
- 全開ガール 第3話（2011年、フジテレビ） - 三つ葉の森保育園保護者会役員 役
- 梅ちゃん先生（2012年、NHK） - 患者の母親 役
- 世にも奇妙な物語 '14春の特別編「ラスト・シネマ」（2014年、フジテレビ） - 綾乃の母 役
- ウルトラマンギンガS 第15話・最終話（2014年、テレビ東京） - 母親 役
- 天使と悪魔-未解決事件匿名交渉課-（2015年） - 井手照代 役
- 警視庁・捜査一課長（テレビ朝日）
  - （2016年） - 相場江利子 役
  - （2018年） ‐ 堂瀬多美衣 役
- コンフィデンスマンJP（2018年、フジテレビ） - 上村由美 役
- メゾン・ド・ポリス（2019年、TBS） - 赤井美香 役
- あなたの番です（2019年、日本テレビ） - 小川看護師 役
- 恋はつづくよどこまでも（2020年） - 白浜妙子 役
- SUITS/スーツ（2020年） - 多田光 役
- ドクターX 〜外科医・大門未知子〜 第3話・第7話（2021年）- 記者 役
- DCU 第2話（2022年1月23日、TBS） - 母親 役
- ゴシップ#彼女が知りたい本当の○○ 第9話・最終話（2022年3月3日・17日、フジテレビ）- 秘書 役
- パンドラの果実科学犯罪捜査ファイル Season1 第4話（2022年5月14日、日本テレビ）- 芹沢恵 役
- 仮面ライダーギーツ 2話（2022年9月11日、テレビ朝日） - 平民子 役
- オクトー 〜感情捜査官 心野朱梨〜 Season2 第7話（2024年11月14日、読売テレビ・日本テレビ系） - 中野 役[1]
- 恋は闇 第6話・第8話 - 最終回（2025年5月21日・6月4日 - 18日、日本テレビ） - 夏八木晶子 役[2]

### CM
- マイクロソフト
- 週刊CHINTAI
- 東海道シグマ
- ライオン　部屋干しトップ
- UFJカード
- LIFE　COMMUNE
- ベネッセ　たまひよ
- ダスキン　ダスキンモップ
- 三井不動産販売　三井のリハウス
- WAON（2007年）
- セブンアンドアイ  母の日編（2012年）
- みずほフィナンシャルグループ - 「3歩で。」篇、「スポットライト」篇、「ここと、ここと…」篇、「話しやすそうなんだもん。」篇、「ラップ?」篇、「お聞きします」篇(みずほ証券)（2015年11月 - ）[3]※玉山鉄二、鈴木亮平、福士蒼汰と共演
- P&G　ファブリーズトイレ用+抗菌 （2020年）
- ドモホルンリンクル「ドモ・レポ　母娘」篇[4]

### Web
- 歌で逢いましょう（GyaO）第4話
- 放課後ていぼう日誌（2023年6月13日〈予定〉 - 、Lemino） - 帆高夏海の母 役[5]

### ビデオ映画
- ハードラックヒーロー - ウエイトレス 役

### PV
- 朝倉さや「おかえり manzumamake」

### スチル
- 花王 - エコナ

### 舞台
- 銀幕に抱かれて
- ザッパ